# おてもやん
『おてもやん』は、日本の民謡、および、歌詞に登場する女性の名前（「やん」は敬称の「さん」、「ちゃん」の意であるため、現代ではやや分かりにくいが、名前としては「おても」、「ても」となる）。熊本民謡の代表格とも言われる。熊本弁が強く出た陽気な歌詞が特徴。

## 概要
元々は熊本甚句と呼ばれていた。これは本調子甚句の亜種で、三味線と踊りの師匠であった永田イネ（慶応元年（1865年）12月4日-1938年（昭和13年））の作曲とされているが、あくまでも元唄のアレンジの域である。名古屋甚句、男なら（オーシャリ節）、金来節、土佐なまりなど同系統で、花柳界のお座敷唄であるが、戯れ唄・流行り唄として一般にも口ずさまれていた。また、山村豊子や春風やなぎ等、全国人気を博した俗曲歌手がレコードに吹き込んでいる。
熊本甚句は文句の字脚が一定しておらず、近世調（7・7・7・5型）の節と字余りの節がある。前者は「赤いお酒に迷わぬ人は、木仏金仏石仏」等であり、たとえば「赤い」で始まる節を次々に連ねて、そのまとまりの切れ目に「キタコラコラ」等の囃子を入れるものであり、単純な節の繰り返しとなる。後者は現行の「おてもやんあんたこの頃…」や「一つ山越え」のほか「小窓開くれば」や「猫が嫁入りすりゃ」等、種々ある。
この熊本甚句の中でも、字余りの文句のうち「おてもやんあんたこの頃」と「一つ山越え」の2節は永田イネの作詞であり、熊本言葉がことさらに強調されており郷土色が強い。流行したので、この2節のみをまとめて「おてもやん」と呼び今に至る。おてもやんのモデルは実在の人物で、富永チモであるとされる（1855年（安政2年）12月5日-1935年（昭和10年）1月11日、現在の熊本駅近くに在住）。チモに横恋慕した人物は実際顔に天然痘の後遺症があったという。なお、旧来の熊本甚句を現行の形式に改めて再度発表されたのは富永チモが亡くなった1935年（昭和10年）であり、この説の信憑性を高める事実となっている。「おてもやんあんたこの頃…」の文句の意味についての他の説としては、下記があげられる。
- おてもやんとその結婚相手を肥後勤皇党と孝明天皇にたとえた歌（荒木精之による説[2]）。
- 西南戦争時に薩軍と政府軍のどちらに味方をするか迷う熊本士族を茶化した農民の歌[2]。
- おてもは「お手芋」でありつくね芋の意。野菜尽くしの戯れ歌[3]。
- 1907年（明治40年）の『五足の靴』（8月15日画津湖のエピソード、8月29日掲載）にて肥後の古い土謡として紹介されている[4]。なお、『五足の靴』で紹介されている歌詞は、現在知られているものとは若干異なる。

先述の通り「熊本甚句」は山村豊子や春風やなぎにより吹き込まれていたが、それは字脚も長短交えた旧の熊本甚句であり、現行の「おてもやん」の形式としてのレコードは1935年、赤坂小梅の吹き込んだ「熊本甚句」が最初である。その際、「おてもやんあんたこの頃」「一つ山越え」と、西岡水朗による新作「一つ非常時艱難辛苦の」の3節を唄った。このレコードはさほどヒットしなかったがステージで唄うと受けがよく、徐々に人口に膾炙した。戦後には服部逸郎のアレンジにより「おてもやん」のタイトルで再吹込みし、3節目の「一つ非常時」を「一つ世の中」に改編、これ以降現行の3節で固定された。このレコードはヒットし日本全国に知られるようになった。小梅は1950年にも「おてもやん」に再吹込みし、この盤は1960年までに30万枚を越す売上を記録したほか、1953年の第4回NHK紅白歌合戦と1955年の第6回NHK紅白歌合戦に出場し、「おてもやん」を歌っている。さらに1960年代にもステレオ録音で再吹込みしている。当時の聴衆・観客はふくよかな体型の小梅を「おてもやん」に重ねてイメージしたため、名実ともに「おてもやんといえば小梅」というほどの流行であったが、文句の方言や節回しが地元伝来のものとは異なるとして非難の声が出たこともあった。
熊本の祭りで、「おてもやん」「おてもやんサンバ」はよく踊られる。
2011年（平成23年）3月12日の九州新幹線全線開業時より熊本駅到着時・発車時の車内チャイム（JR九州所属車両のみ）及び新幹線ホームの発車メロディとしてこの曲をアレンジしたものが導入された（アレンジは向谷実が手掛けた）。
熊本民謡である「おてもやん」にちなんだお菓子「おてもやん」が 福田屋 で販売されている。
日本の作曲家奥村一は本曲をピアノ用に編曲しており（『日本民謡ピアノ曲集』2に収録）、シューラ・チェルカスキーなどが録音している。

## 民謡おてもやん
```
おてもやん　あんたこの頃嫁入りしたではないかいな
嫁入りしたこつぁしたばってん　ご亭どんがぐじゃっぺだるけん
[
注 2
]
 まあだ盃ゃせんだった
村役　鳶役　肝煎どん　あん人（ふと）たちのおらすけんで　あとはどうなときゃあなろたい
川端まっつぁん　きゃあめぐらい　春日原（かすがばる）の南瓜（ぼうぶら）どんたちゃ　尻ょふっぴゃあで花盛り　花盛り
チーチクパーチク雲雀の子　げんぱく茄子のいがいがどん

一つ山越え　も一つ山越え　あの山越えて
私ゃあんたに惚れとるばい　惚れとるばってん言れんたい
追々彼岸も近まれば　若者衆も寄らすけん
くまんどんのよじょもん詣りにゆるゆる話ばきゃあしゅうたい
男振りには惚れんばな　煙草入れの銀金具が それがそもそも因縁たい
アカチャカベッチャカ チャカチャカチャ
```

前述の通り、一般に3番として唄われる「一つ世の中…」は西岡水朗による「一つ非常時」の改変である。

## おてもやん像
熊本駅前には、1985年に熊本民踊会が創立25周年を記念して市に寄贈した「おてもやん像」がある。2015年8月に交通センターから移転した。
祇園橋横のポケットパーク（熊本市細工町5丁目）には、2007年に「永田いねとおてもやん像を建てる募金」で作られた「おてもやん像」がある。
ホテル日航熊本前の上通アーケードのそばに、熊本民謡「おてもやん」の像が郵便ポストの上に乗っており、観光客がよく写真を撮っている。

## 女性としてのおてもやん
頬紅が濃い状態を指して、「おてもやん化粧」、「おてもやんメイク」、「おてもやんみたい」と称することがある。

## おてもやんを歌唱した歌手
- 赤坂小梅 - オリジナル「おてもやん」を1935年に発売。
- 笠置シヅ子 - 「新おてもやん」として、おてもやんが東京に行くが、いろいろあって熊本に帰ってくるという歌詞を1番、2番にして歌っている。3番、4番の歌詞は上記の伝統的な内容である。
- 江利チエミ - 1959年に福岡県の民謡黒田節と共に発売。
- ザ・ピーナッツ - オリジナルの「おてもやん」の他にも「ばってん、ばってん、ばってんてん」とのタイトルでアレンジバージョンを歌唱していた。
- 植木等・人見明 - 1966年公開された東宝映画『日本一のゴリガン男』の劇中で歌唱。DVD化、および音源もCD化されている。
- 沢瀉（金沢明子、寺田創一）、パラダイス山元 - 2006年発売のアルバム「CANTATA NO.147」、2011年発売のアルバム「Sanosa」に収録されている。
- ポチョムキン、水前寺清子、MICKY RICH - 「おてもやんサンバ feat. 水前寺清子, MICKY RICH & ポチョムキン」を2009年に発表。
- 氷川きよし - 2018年発売のアルバム、新・演歌名曲コレクション8 -冬のペガサス-勝負の花道〜オーケストラの8曲目に収録。
- 中田裕二 - 2020年発売のアルバム、『PORTAS』に収録。
- NeoBallad - 2013年発売のアルバム「01(ゼロイチ)」の6曲目に収録。
- 石川さゆり - 2019年発売のアルバム『民 ～Tami～』の5曲目に収録。菅野よう子が編曲を担当。
- ミノタウロス - 2023年発売のEP「評論家が作る音楽」の3曲目に収録。